# Esperance (Australia)
Esperance es una ciudad ubicada en la región de Goldfields-Esperance en el estado australiano de Australia Occidental. Está ubicada en la costa sur del país, a aproximadamente 720 kilómetros al este-sudeste de la capital estatal, Perth. Esperance cuenta con una población de 9.919 habitantes según el censo de 2011. Sus principales industrias son el turismo, la agricultura y la pesca. El Shire de Esperance, la organización de gobierno local en donde se encuentra la ciudad, tiene una población de 13.477 habitantes.

## Historia
La historia europea de Esperance comienza en 1627, cuando el barco neerlandés Gulden Zeepaert, capitaneado por François Thijssen, pasó por las aguas azules de la costa en donde actualmente se encuentra la ciudad.
Los exploradores franceses fueron los primeros en desembarcar allí, dándole así su nombre además de nombrar otros puntos de interés en la zona cuando se refugiaban de una tormenta en 1792. El pueblo mismo recibió su nombre en honor a un buque francés, el Espérance, comandado por Bruni d'Entrecasteaux. Espérance significa "esperanza" en francés.
En 1802, el navegante británico Matthew Flinders exploró la Bahía de las Islas, descubriendo y dando nombre a lugares como Lucky Bay y Thistle Cove. Después de él llegaron balleneros, cazadores de focas y piratas, además de ganaderos y mineros, ansiosos por explotar la tierra virgen y hacer dinero con las minas de oro en el norte.
El área del pueblo de Esperance fue asentada por primera vez por los Dempsters, una familia de pioneros de ascendencia escocesa en los años 1870. Allí se abrió una estación de telégrafo en 1876, aunque la incorporación formal del pueblo no ocurrió hasta 1893.
El espigón del pueblo también fue construido en los años 1890, luego del descubrimiento de oro en las minas de oro del este.
La población del pueblo en 1898 era de 985 personas (623 hombres y 362 mujeres).
La región de mallee a unos 100 kilómetros al norte del pueblo comenzó a producir granos en los años 1920, y para 1935, la construcción de un segundo espigón fue completada.
La agricultura fue introducida a las llanuras arenosas de Esperance por parte de un sindicado estadounidense en asociación con el gobierno estatal en los años 1960s después de que se descubriera que la adición de fertilizantes de superfosfato con restos de otros elementos a suelos pobres los hace aptos para la ganadería y la agricultura.  Pese a dificultades encontradas en un principio el proyecto se convirtió en un éxito y grandes extensiones de tierra fueron limpiadas en esos años.

En 1979, pedazos de la estación espacial Skylab cayeron sobre Esperance luego de que la nave se destruyera encima del Océano Índico. La municipalidad multó $400 a los Estados Unidos por ensuciar la ciudad. La multa fue pagada en abril de 2009, cuando el conductor de radio Scott Barley de Highway Radio recaudó los fondos de los radioescuchas de su show y pagó la multa en nombre de la NASA. La destrucción del Skylab fue un evento que atrajo la atención de la prensa mundial, la cual especuló sobre el lugar y el momento de su re-ingreso a la tierra. El San Francisco Examiner ofreció un premio de $10.000 a la primera persona que les lleve el primer pedazo del Skylab a sus oficinas. Stan Thorton, un muchacho de 17 años de Esperance recogió unos pedazos del techo de su casa y viajó hasta San Francisco con ellos en donde recibió su premio.
En enero de 2007, Esperance experimentó, en las palabras de la prensa nacional, "la tormenta perfecta" con ráfagas de viento que alcanzaron los 110 km/h y 155mm de lluvia en tan solo 24 horas, causando fuertes inundaciones. Más de 100 hogares fueron dañados, varios barcos destruidos y la electricidad se cortó en miles de hogares. El gobierno de Australia Occidental declaró el área como zona de desastre. Más de 25.000 ovejas perecieron en la tormenta.

## Educación
Existen cinco escuelas primarias en la región: la Escuela Primaria Católica Our Lady Star of the Sea, la Escuela Primaria Castletown, la Escuela Primaria de Esperance, la Escuela Primera Nulsen y la Escuela Primaria Cristiana de Esperance. También hay dos escuelas secundarias: La Secundaria Esperance y la Escuela Comunitaria Anglicana de Esperance. La Escuela Anglicana ganó una apelación contra el gobierno estatal en diciembre de 2009 que levantó la limitación que tenía para ofrecer clases solo entre los cursos 8º y 10º; actualmente ofrece todos los niveles secundarios. Curtin University también cuenta con un campus en la ciudad.

## Transporte
Esperance se encuentra en el extremo sur de la Carretera Coolgardie-Esperance y al extremo este de la Carretera de la Costa Sur, ambas forman parte de la Carretera 1.
La ciudad está conectada por transporte público con Perth, Albany y Kalgoorlie a través de los servicios de bus de Transwa GE1, GE2, GE3 y GE4.
Virgin Australia Regional Airlines (antes Skywest Airlines) tiene vuelos diarios desde/hacia Perth, partiendo desde y llegando al Aeropuerto de Esperance. El aeropuerto también es utilizado para aviación general.
El Esperance Branch Railway tiene una línea de ancho estándar desde Kalgoorlie hasta Esperance, conectando la región con el Transaustraliano y el Eastern Goldfields. Esta línea es solo para carga y actualmente no hay servicios de pasajeros.

## Turismo

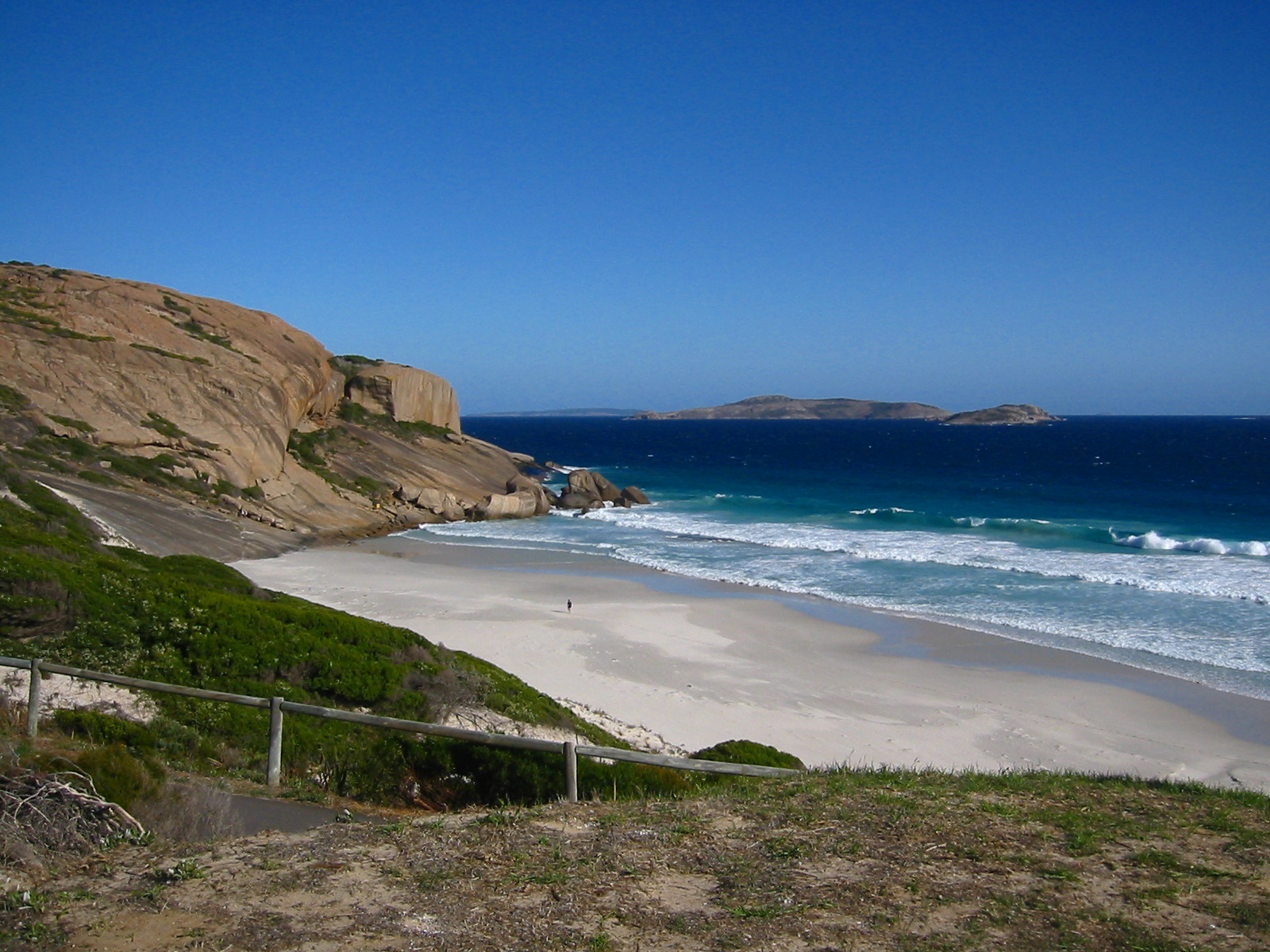
West Beach.

En los alrededores de Esperance existen numerosas playas, en donde se puede surfear, bucear y nadar. En la región también existen varios lagos de agua salada, entre ellos Pink Lake, el cual obtiene su coloración rosada gracias a algas rojas que viven en sus aguas. Esperance es conocida por su costa y ha sido votada como la zona con las mejores playas de Australia, las playas más blancas de Australia y la playa más popular de Australia Occidental. Esperance también es el destino de la ola Cíclope, la cual se dice es la ola más pesada del mundo; descarga cantidades masivas de agua en un arrecife poco profundo. La ola ha sido parte de las películas de surf Billabong Odyssey y el documental Bra Boys.
Existen cinco parques nacionales de importancia cerca de Esperance. Una importante atracción turística, ubicada a unos 20 minutos del centro, es el parque nacional Cape Le Grand, el cual cuenta con una pintoresca costa con un terreno compuesto principalmente de granito y recluidas playas de arena blanca. El parque es un popular destino para la pesca recreactiva, al igual que para aficionados al 4x4 y excursionistas. Esperance también alberga un gran número de turbinas eólicas que proveen electricidad a la ciudad, las cuales ofrecen una hermosa vista. Una publicidad de finales de 2007 que promocionaba los nuevos automóviles Ferrari a nivel internacional fue filmada en la costa de Esperance.

## Clima
Esperance cuenta con un clima mediterráneo (clasificación Köppen: Csb) con veranos cálidos y secos, e inviernos húmedos y frescos, El clima tiene variaciones significativas, yendo desde días calientes en el verano cuando los vientos del norte llegan desde el interior del estado, a días fríos y húmedos debido a los vientos del sur provenientes del Océano Antártico.
| Parámetros climáticos promedio de Esperance | Parámetros climáticos promedio de Esperance | Parámetros climáticos promedio de Esperance | Parámetros climáticos promedio de Esperance | Parámetros climáticos promedio de Esperance | Parámetros climáticos promedio de Esperance | Parámetros climáticos promedio de Esperance | Parámetros climáticos promedio de Esperance | Parámetros climáticos promedio de Esperance | Parámetros climáticos promedio de Esperance | Parámetros climáticos promedio de Esperance | Parámetros climáticos promedio de Esperance | Parámetros climáticos promedio de Esperance | Parámetros climáticos promedio de Esperance |
| Mes                                         | Ene.                                        | Feb.                                        | Mar.                                        | Abr.                                        | May.                                        | Jun.                                        | Jul.                                        | Ago.                                        | Sep.                                        | Oct.                                        | Nov.                                        | Dic.                                        | Anual                                       |
| ------------------------------------------- | ------------------------------------------- | ------------------------------------------- | ------------------------------------------- | ------------------------------------------- | ------------------------------------------- | ------------------------------------------- | ------------------------------------------- | ------------------------------------------- | ------------------------------------------- | ------------------------------------------- | ------------------------------------------- | ------------------------------------------- | ------------------------------------------- |
| Temp. máx. media (°C)                       | 26.1                                        | 26.2                                        | 25.2                                        | 23.2                                        | 20.5                                        | 18.0                                        | 17.1                                        | 17.9                                        | 19.3                                        | 21.1                                        | 23.1                                        | 24.5                                        | 21.8                                        |
| Temp. mín. media (°C)                       | 15.6                                        | 16.1                                        | 15.1                                        | 13.2                                        | 11.0                                        | 9.1                                         | 8.3                                         | 8.6                                         | 9.5                                         | 10.7                                        | 12.7                                        | 14.4                                        | 12.0                                        |
| Precipitación total (mm)                    | 27.7                                        | 24.2                                        | 27.5                                        | 46.1                                        | 70.7                                        | 80.3                                        | 97.0                                        | 81.7                                        | 61.5                                        | 46.7                                        | 34.1                                        | 18.9                                        | 616.4                                       |
| Fuente:                                     |                                             |                                             |                                             |                                             |                                             |                                             |                                             |                                             |                                             |                                             |                                             |                                             |                                             |

## Puerto
la Autoridad Portuaria de Esperance, el único puerto en el sureste de Australia Occidental, fue renovado por un valor de 54 millones de dólares australianos. La renovación hizo del puerto uno de los más profundos en el sur de Australia, capaz de recibir barcos de clase Cabo (de hasta 180.000 toneladas) y buques Panamax (de hasta 75.000 toneladas).
Las exportaciones en el periodo que terminó en junio de 2005 alcanzaron un total de 7.694.155 toneladas, incluyendo 1.8 millones de toneladas de granos, y 5,5 millones de toneladas de hierro, el cual es transportado por tren desde Koolyanobbing.

### Contaminación de plomo y níquel
En 2007, las muertes de miles de aves silvestres alertaron a los residentes sobre un cargamento de plomo tóxico fue transportado en forma insegura por camión y tren desde Wiluna para ser exportado por barco. Cuando se encontraron altos niveles de plomo en un número de adultos y niños al igual que en tanques de agua, el gobierno estatal tuvo que pagar por una limpieza multimillonaria. La compañía minera, Magellan Metals, fue prohibida de exportar plomo a través del puerto.
Una investigación parlamentaria  presentó su reporte sobre la situación en noviembre de 2007. Poco después, surgieron más preocupaciones sobre la polución causada por polvo de níquel que se desprendía del mineral exportado. En octubre de 2008, la Autoridad Portuaria de Esperance prohibió la exportación de níquel luego de que los niveles de emisión se excedieran en dos ocasiones, pero la suspensión, que amenazaba a la multimillonaria industria de níquel de Australia Occidental, fue descartada por el nuevo primer ministro del estado, Colin Barnett.

## Prensa
El periódico local de la región de Esperance es The Esperance Express. Es publicado dos veces por semana los miércoles y los viernes.

## Residentes notables
- El guitarrista de los Beatles, George Harrison, tenía una propiedad en Condingup, una región agrícola aledaña a Esperance,  que visitaba con frecuencia.
- El actor Dan Paris creció en Esperance y trabaja como fotógrafo y ayuda con la cosecha en las granjas cercanas a la ciudad.

## Ciudad hermana
- Saint-Martin-de-Ré

## Esperance
- Wikimedia Commons alberga una categoría multimedia sobre Esperance.
- Shire de Esperance (en inglés)
- Esperance Visitor Centre (en inglés)
- Autoridad Portuaria de Esperance (en inglés)
- Nota de prensa en ABC sobre proceso legal por la contaminación por plomo (en inglés)

- Datos: Q1007665
- Multimedia: Esperance, Western Australia / Q1007665